# Ministerium Holzgethan
Das Ministerium Holzgethan wurde am 30. Oktober 1871 von Ministerpräsident Ludwig von Holzgethan in Cisleithanien gebildet (eine vor allem im Beamtentum und bei Juristen gebräuchliche inoffizielle Bezeichnung für den nördlichen und westlichen Teil Österreich-Ungarns). Es löste das Ministerium Hohenwart ab und blieb bis zum 25. November 1871 im Amt. Daraufhin folgte das Ministerium A. Auersperg.
Der Außenminister, der Kriegsminister und der gemeinsame Finanzminister waren nicht Mitglieder dieses Kabinetts. Siehe k.u.k. gemeinsame Ministerien.

## Minister
Dem Ministerium gehörten folgende Minister an:
| Amt                             | Amtsinhaber                        | Beginn der Amtszeit | Ende der Amtszeit |
| ------------------------------- | ---------------------------------- | ------------------- | ----------------- |
| Ministerpräsident               | Ludwig von Holzgethan (beauftragt) | 30. Oktober 1871    | 25. November 1871 |
| Ackerbauminister                | Otto von Wiedenfeld                | 30. Oktober 1871    | 25. November 1871 |
| Handelsminister                 | Ludwig von Possinger               | 30. Oktober 1871    | 25. November 1871 |
| Kultus- und Unterrichtsminister | Karl Fidler                        | 30. Oktober 1871    | 25. November 1871 |
| Finanzminister                  | Ludwig von Holzgethan              | 30. Oktober 1871    | 25. November 1871 |
| Innenminister                   | August von Wehli                   | 30. Oktober 1871    | 25. November 1871 |
| Justizminister                  | Georg von Mitis                    | 30. Oktober 1871    | 25. November 1871 |
| Minister für Landesverteidigung | Heinrich von Scholl                | 30. Oktober 1871    | 25. November 1871 |
| Minister ohne Geschäftsbereich  | Kazimierz von Grocholski           | 30. Oktober 1871    | 25. November 1871 |